# Things We Do For Things
Things We Do For Things är det andra studioalbumet från den svenske rapparen Chords.  Albumet gavs ut 2008 av JuJu Records

## Låtlista
1. "Cynikaliosis" - 4:56
2. "Nighttime Come" - 5:13
3. "The Luckiest Man Alive" - 4:29
4. "Internet Friends" - 2:02
5. "No Time Like The Present" - 4:17
6. "Blind To The Facts" - 4:22
7. "Crazy Fugese vs. Rilly Real" - 1:12
8. "Stay Hungry" - 3:23
9. "Chill Street Blues" - 2:00
10. "Places To Go" - 4:04
11. "Strangers In The Light" (feat. Timbuktu) - 4:10
12. "Sedated" - 5:37
13. "Appetite For Consumption" (feat. Timbuktu) - 4:37
14. "Digitalies" - 3:38
15. "Innocent Man" - 4:10